# Колекціонер (роман)
«Колекціонер» — роман, написаний англійським  письменником Джоном Фаулзом у 1963 році.

## Сюжет
Головний герой — Фредерік Клегг, який працює клерком у муніципалітеті, а у вільний час займається колекціонуванням метеликів.
Клегг закоханий у Міранду Грей, гарну дівчину, яка є студенткою художнього училища. Проте Клегг недостатньо сміливий, щоб познайомитися з нею, тому він захоплюється нею на відстані.
Одного разу Клегг виграє велику суму грошей. Він вирішує купити будинок в сільській глушині та «приєднати» Міранду до своєї колекції. Юнак детально продумує план по викраденню дівчини та зрештою втілює його в життя. Головний герой переконаний, що дівчина зможе покохати його, якщо житиме під його наглядом.
Міранда довго знаходиться в ув'язненні у підвалі Клегга, однак ніяк не може змусити себе покохати його. Все, що вона відчуває до нього — жалість.
Наприкінці роману Міранда хворіє на пневмонію і, зрештою, вмирає. Фредерік Клегг дуже сумує за нею та думає про власне самогубство. Проте, якось знайшовши її щоденник, він дізнається, що вона ніколи не кохала його, і вирішує спробувати повторити все з іншою дівчиною.

## Фільм
У 1965 році вийшов однойменний фільм по цьому роману. Знятий режисером Вільямом Вайлером, фільм номінувався на кінопремію Оскар у номінаціях «найкраща жіноча роль», «найкращий сценарій-адаптація» та «найкраща режисура». В головних ролях Теренс Стемп та Саманта Еггар.